# کهن شاه سلیم
کهن شاه سلیم، روستایی در دهستان زابلی بخش مرکزی شهرستان مهرستان در استان سیستان و بلوچستان ایران است
در این روستا یک مکتب خواهران به نام مکتب فاطمةالزهرا وجود دارد 

همچنین مدرسه دینی پسرانه  انوارالحرمین . در این منطقه وجود دارد

## جمعیت
بر پایه سرشماری عمومی نفوس و مسکن در سال ۱۳۹۵، جمعیت این روستا برابر با ۴۸۰ نفر (۱۱۶ خانوار) بوده‌است.